# Heliolonche
Heliolonche là một chi bướm đêm thuộc họ Noctuidae.

## Các loài
- Heliolonche carolus McDunnough, 1936
- Heliolonche celeris (Grote, 1873)
- Heliolonche joaquinensis Hardwick, 1996
- Heliolonche modicella Grote, 1873
- Heliolonche pictipennis (Grote, 1875)